# Larrpana dimidiatipennis
Larrpana dimidiatipennis är en tvåvingeart som först beskrevs av Wray Merrill Bowden 1971.  Larrpana dimidiatipennis ingår i släktet Larrpana och familjen svävflugor. Inga underarter finns listade i Catalogue of Life.